# كروتش بوينت (لويزيانا)
كروتش بوينت (بالإنجليزية: Church Point, Louisiana)‏ هي منطقة سكنية تقع في الولايات المتحدة في لويزيانا. يقدر عدد سكانها بـ 4,560 نسمة .

## التركيبة السكانية
حدّد مكتب تعداد الولايات المتحدة بيانات التركيبة السكانية لكروتش بوينت في تعداد الولايات المتحدة. في ما يلي، التركيبة السكانية حسب تعدادي 2000 و2010.

### تعداد عام 2000
بلغ عدد سكان كروتش بوينت 4,756 نسمة بحسب تعداد عام 2000، وبلغ عدد الأسر 1,720 أسرة وعدد العائلات 1,203 عائلة مقيمة في البلدة. في حين سجلت الكثافة السكانية 634.1 نسمة لكل كيلومتر مربع (1,642.3/ميل2). وبلغ عدد الوحدات السكنية 1,863 وحدة بمتوسط كثافة قدره 248.4 لكل كيلومتر مربع (643.4/ميل2).
وتوزع التركيب العرقي للبلدة بنسبة 67.47% من البيض و31.54% من الأمريكيين الأفارقة و0.17% من الأمريكيين الأصليين و0.15% من الأمريكيين ذوي الأصول الآسيوية و0.42% من الأعراق الأخرى و0.25% من عرقين مختلطين أو أكثر و1.58% من الهسبانيون أو اللاتينيون من أي عرق.
بلغ عدد الأسر 1,720 أسرة كانت نسبة 42.7% منها لديها أطفال تحت سن الثامنة عشر تعيش معهم، وبلغت نسبة الأزواج القاطنين مع بعضهم البعض 46.4% من أصل المجموع الكلي للأسر، ونسبة 18.1% من الأسر كان لديها معيلات من الإناث دون وجود شريك،  بينما كانت نسبة 5.4% من الأسر لديها معيلون من الذكور دون وجود شريكة وكانت نسبة 30.1% من غير العائلات. تألفت نسبة 27.3% من أصل جميع الأسر من عدة أفراد يعيشون في نفس المنزل ونسبة 14.9% كانت تتألف من شخص يعيش بمفرده يبلغ من العمر 65 عاماً أو أكثر. وبلغ متوسط حجم الأسرة المعيشية 2.68، أما متوسط حجم العائلات فبلغ 3.26.
بلغ العمر الوسطي للسكان 33.8 عاماً. وكانت نسبة 30.6% من القاطنين تحت سن الثامنة عشر، وكانت نسبة 9.2% بين الثامنة عشر والرابعة والعشرين عاماً، ونسبة 25.8% كانت واقعةً في الفئة العمرية ما بين الخامسة والعشرين والرابعة والأربعين عاماً، ونسبة 19.3% كانت ما بين الخامسة والأربعين والرابعة والستين، ونسبة 11.9% كانت ضمن فئة الخامسة والستين عاماً فما فوق. يوجد لكل 100 أنثى 88.3 ذكر، ويوجد لكل 100 أنثى في الثامنة عشر من عمرها فما فوق 82.8 ذكر.
بلغ متوسط دخل الأسرة في البلدة 20,365 دولارًا، أما متوسط دخل العائلة فبلغ 27,037 دولارًا. وكان متوسط دخل الذكور 26,563 دولارًا مقابل 15,833 دولارًا للإناث. وسجل دخل الفرد الخاص بالبلدة 10,176 دولارًا. وكانت نسبة 28.9% من العائلات ونسبة 30.5% من السكان تحت خط الفقر، وكان من هؤلاء نسبة 39% تحت سن الثامنة عشر ونسبة 37% في الخامسة والستين من العمر وما فوق.

### تعداد عام 2010
بلغ عدد سكان كروتش بوينت 4,560 نسمة بحسب تعداد عام 2010، وبلغ عدد الأسر 1,763 أسرة وعدد العائلات 1,162 عائلة مقيمة في البلدة. في حين سجلت الكثافة السكانية 608 نسمة لكل كيلومتر مربع (1,574.7/ميل2). وبلغ عدد الوحدات السكنية 1,948 وحدة بمتوسط كثافة قدره 259.7 لكل كيلومتر مربع (672.6/ميل2).
وتوزع التركيب العرقي للبلدة بنسبة 60.88% من البيض و36.12% من الأمريكيين الأفارقة و0.26% من الأمريكيين الأصليين و0.11% من الأمريكيين ذوي الأصول الآسيوية و0.02% من سكان جزر المحيط الهادئ و1.16% من الأعراق الأخرى و1.45% من عرقين مختلطين أو أكثر و2.06% من الهسبانيون أو اللاتينيون من أي عرق.
بلغ عدد الأسر 1,763 أسرة كانت نسبة 36.3% منها لديها أطفال تحت سن الثامنة عشر تعيش معهم، وبلغت نسبة الأزواج القاطنين مع بعضهم البعض 36.8% من أصل المجموع الكلي للأسر، ونسبة 23.7% من الأسر كان لديها معيلات من الإناث دون وجود شريك،  بينما كانت نسبة 5.4% من الأسر لديها معيلون من الذكور دون وجود شريكة وكانت نسبة 34.1% من غير العائلات. تألفت نسبة 28.8% من أصل جميع الأسر من عدة أفراد يعيشون في نفس المنزل ونسبة 11.3% كانت تتألف من شخص يعيش بمفرده يبلغ من العمر 65 عاماً أو أكثر. وبلغ متوسط حجم الأسرة المعيشية 2.51، أما متوسط حجم العائلات فبلغ 3.08.
بلغ العمر الوسطي للسكان 36.2 عاماً. وكانت نسبة 26.3% من القاطنين تحت سن الثامنة عشر، وكانت نسبة 10.2% بين الثامنة عشر والرابعة والعشرين عاماً، ونسبة 22.5% كانت واقعةً في الفئة العمرية ما بين الخامسة والعشرين والرابعة والأربعين عاماً، ونسبة 26.5% كانت ما بين الخامسة والأربعين والرابعة والستين، ونسبة 14.6% كانت ضمن فئة الخامسة والستين عاماً فما فوق. وتوزع التركيب الجنسي للسكان بنسبة 45.8% ذكور و54.2% إناث.

## المدن التوأمة
مدينة Bertrix هي مدينة توأمة لـكروتش بوينت (لويزيانا).

## أعلام
- سيدني براون